# Каратас (Жуалинський район)
Карата́с (каз. Қаратас) — село у складі Жуалинського району Жамбильської області Казахстану. Входить до складу Куренбельського сільського округу.
Населення — 255 осіб (2021; 194 у 2009, 209 у 1999, 248 у 1989).